# 新川駅 (大邱広域市)
新川駅（シンチョンえき）は、大韓民国大邱広域市東区にある大邱交通公社1号線の駅である。駅番号は134。

## 駅構造
- 相対式ホーム2面2線の地下駅。

## 駅周辺
- 慶北大学校
- 新村初等学校
- 大邱東新初等学校
- 東大邱初等学校
- 新川1・2洞住民センター
- 大邱銀行新川洞支店

## 歴史
- 1998年5月2日 - 開業。

## 隣の駅
大邱交通公社
●1号線
七星市場駅 (133) - 新川駅 (134) - 東大邱駅駅 (135)